# Reinhard Genzel
Reinhard Genzel (* 24. března 1952 Bad Homburg vor der Höhe) je německý astrofyzik, ředitel Institutu Maxe Plancka pro mimozemskou fyziku (Max-Planck-Institut für extraterrestrische Physik), profesor Mnichovské univerzity a emeritní profesor Kalifornské univerzity v Berkeley. V roce 2020 mu byla udělena Nobelova cena za fyziku za „objev supermasivního objektu v jádře naší galaxie,“ kterou získal společně s Andreou M. Ghezovou a Rogerem Penrosem.
| „                                                         | Astronomii používáte jako stroj času, protože rychlost světla je konstantní. | “ |
| — Reinhard Genzel v Hydeparku Civilizace na ČT24 1.7.2023 |                                                                              |   |

## Život
Genzel se narodil v Bad Homburg vor der Höhe v Německu jako syn Evy-Marii Genzelové a Ludwiga Genzela, profesora fyziky (1922–2003). Vystudoval fyziku na univerzitě ve Freiburgu a na univerzitě v Bonnu, kde v roce 1978 získal doktorát. Poté pracoval v Harvard-Smithsonian Center for Astrophysics v Cambridge v Massachusetts. Od roku 1981 působil jako docent a později jako profesor na katedře fyziky na Kalifornské univerzitě v Berkeley. V roce 1986 z Berkekley odešel a byl jmenován ředitelem Institutu Maxe Plancka pro mimozemskou fyziku (Max-Planck-Institut für extraterrestrische Physik) a členem Společnosti Maxe Plancka. Od té doby přednáší také na Mnichovské univerzitě, kde je od roku 1988 čestným profesorem. Mimo jiné zasedá rovněž v komisi pro udělování Shawovy ceny za astronomii.

## Práce
Reinhard Genzel se zaměřuje na infračervenou a submilimetrovou astronomii. Pracuje rovněž na vývoji astronomických přístrojů, které sám využil při pozorování pohybů hvězd ve středu Mléčné dráhy kolem Sagittaria A*. Podařilo se mu zjistit, že obíhají kolem velmi hmotného objektu. Později bylo zjištěno, že se jedná o černou díru. Zabývá se také problematikou formování a vývoje galaxií.

## Ocenění
- Studienstiftung des deutschen Volkes, 1973–1975
- Miller Research Fellows, 1980–1982
- Medaile Otta Hahna, 1980
- Presidential Young Investigator Award, 1984
- Newton Lacy Pierce Prize in Astronomy, 1986
- Cena Gottfrieda Wilhelma Leibnize, 1990
- Cena Julese Janssena, 2000
- Stern–Gerlach Medal, 2003
- Balzanova cena, 2003
- Medaile Alberta Einsteina, 2007
- Cena „Galileo 2000“, 2009
- Medaile Karla Schwarzschilda, 2011
- Crafoordova cena, 2012
- Cena Tychona Brahe, 2012
- Pour le Mérite, 2013
- Harvey Prize, 2014
- Herschel Medal, 2014
- Nobelova cena za fyziku, 2020

## Členství ve vědeckých institucích
- American Physical Society, 1985
- Francouzská akademie věd, 1998

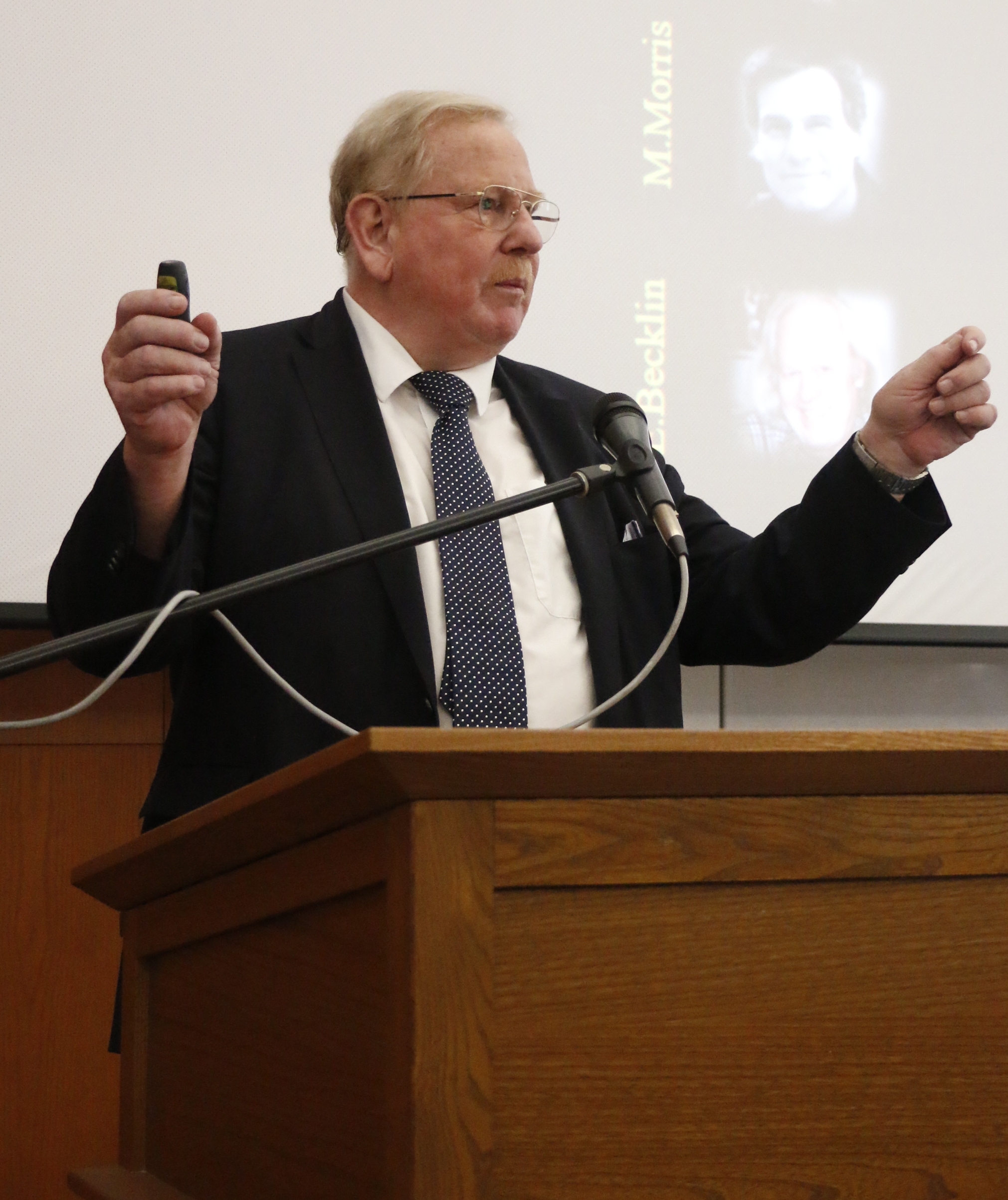
Reinhard Genzel v roce 2023 v Praze

- Národní akademie věd Spojených států amerických, 2000
- Německá akademie věd Leopoldina, 2002
- Bavorská akademie věd (Bayerische Akademie der Wissenschaften), 2003
- Španělská královská akademie, 2011
- Královská společnost, 2012